# Station Aylesham
Aylesham is een spoorwegstation in Aylesham, Engeland. Het station werd geopend op 1 juli 1928 en ligt aan de spoorlijn van Canterbury East naar Dover Priory.